# Harry Allis
Harry Allis (né en 1870 et mort en 1938) est un peintre américain connu en France pour avoir participé à la vie de la colonie artistique de peintres américains installés à Montreuil à la fin du XIXe  début du XXe siècle. C'est un peintre du groupe des tonalistes qui a évolué vers l'impressionnisme grâce à l'influence des peintres de la colonie artistique d'Étaples.

## Biographie
Harry Allis reçoit sa première formation artistique au Detroit Museum of Art School. Puis, il étudie à New York avec Harry Eaton. Vers 1893 il part vers l'Europe à Munich, ensuite à Paris ou il devient l'élève de William Bouguereau. 
Il continue à exposer à Detroit en 1905, et à l'American Watercolor Society, à la Society of Western Artists.
En 1904, il rejoint Max Bohm président de la société artistique de Picardie sur la côte d'Opale. Il expose au Touquet. 
Installé d'abord à Cucq il arrive à Montreuil en 1906. Un groupe de peintres américains s'y est déjà installé, attiré par le charme de la petite ville fortifiée. Sa toile de La Rue des moulins est un sujet apprécié des peintres de Montreuil que Frits Thaulow a traité également.
Il retourne aux États-Unis en 1912 où une vaste exposition de cent de ses œuvres est organisée. Son succès lui permet d'obtenir une place de professeur à Detroit puis dans le Michigan.